# Wolf Haas
Pour les articles homonymes, voir Haas.
Wolf Haas, né le 14 décembre 1960 à Maria Alm sur la Steinernes Meer dans le Land de Salzbourg, est un écrivain autrichien, auteur de roman policier.
D'abord remarqué pour ses textes de publicité et de radio, il obtient la reconnaissance pour ses romans policiers mettant en scène le détective Simon Brenner. Ces « polars » dans la tradition du roman noir, d'un style narratif novateur, ont remporté trois prix allemands du roman policier, et ont été adaptés quatre fois au cinéma.

## Biographie

### Jeunesse
Wolf Haas passe les dix premières années de sa vie dans sa ville natale de Maria Alm, qui connaît déjà à cette époque – les années 1960 – un essor touristique important. Ses parents sont serveurs. En 1970 Haas intègre l'internat de Borromäum puis de Salzbourg. Après son examen de Maturité (Matura, l'équivalent autrichien du baccalauréat en France), il s'inscrit à l'université de Salzbourg, d'abord en psychologie puis en allemand et en linguistique. Son mémoire porte sur les « Fondements en théorie du langage sur la poésie concrète ». De 1988 à 1990, il travaille comme lecteur à l'université de Swansea au Pays de Galles.

### Carrière publicitaire et radiophonique
De retour en Autriche à l'aube de ses 30 ans, il repart de zéro et écrit des textes pour enfants dans différentes agences de publicité. Son dicton « Je ne connais rien à la publicité, mais je vais bien faire mon travail » témoigne d'une confiance en soi solide. En effet, il connaît ses premiers succès, et les slogans « Lichtfahrer sind sichtbarer », Ö1 gehört gehört (dont il dit lui-même le texte) ou encore la publicité pour Mazda « A Mazda müsst ma sein » lui assurent une renommée d'auteur de radio et de publicité créatif. L'apogée de sa carrière sera le célèbre spot Peda & Peda pour une émission de la station Ö3. Il décide alors de quitter sa place pour Demner & Merlicek. Haas commente ce changement de carrière ainsi : « Ça fait plaisir de plaquer quelque chose parce qu'il marche, et pas parce qu'il ne marche pas! »

### Carrière littéraire
La deuxième carrière de Haas débute avec l'optimisme lucide du débutant qui reconnaît n'avoir lu que peu de romans policiers dans sa vie. Il décrit sa méthode de travail comme contradictoire : « J'écris comme un sanglier, et repère ensuite ce qui me plaît », « J'écris un livre qui convient à peu près, mais tout est encore contrôlé très rationnellement. Et la première fois qu'on arrive à se débrider, que pour ainsi dire l'histoire m'est racontée, les choses intéressantes commencent. Je m'y accorde beaucoup de temps. Quand j'en ai fini avec le livre, je préfère le garder près de moi encore six mois pour m'offrir le luxe de détruire l'histoire. C'est en fait à ce moment que le livre se fait.»
Selon Haas, il doit, parmi beaucoup d'autres choses, cette mentalité « destructrice » à son compatriote Thomas Bernhard, en dehors évidemment de son genre favori (le théâtre). Il suit fidèlement le credo de Friedrich Dürrenmatt, pour qui « L'Art intervient là où personne ne l'avait supposé. »
Haas a publié en sept ans (de 1996 à 2003) sept romans policiers, six reprenant son personnage le détective Simon Brenner. À son seul roman sans Brenner Ausgebremst  se succédèrent les deux polars les plus remarqués du cycle Brenner, Komm, süßer Tod et Silentium!, qui furent tous deux adaptés au cinéma.
Ses romans policiers dévoilent à travers une critique satirique de la société, un suspense, un humour laconique, un assemblage de mobiles et une maîtrise exceptionnelle du langage. Son style original divise profondément son lectorat et lui vaut les louanges de la critique (« un mont Everest qui domine les collines du polar ») et de nombreux prix, dont trois prix allemands du roman policier (Deutsche Krimipreise).
Après la parution du sixième opus de la série des « Brenner » Das ewige Leben, Haas a arrêté d'écrire des polars. En septembre 2006, il publie son roman Das Wetter vor 15 Jahren, nommé au prix allemand du livre (Deutscher Buchpreis), sur une histoire d'amour dessinée par une interview entre une critique littéraire et un auteur fictif « Wolf Haas » sur son nouvel ouvrage (fictif). Haas a gagné le prix Wilhem Raabe (Wilhelm-Raabe-Literaturpreis) de 2006 pour ce roman.
En 2010, il publie Die Gans im Gegenteil, un ouvrage de littérature d'enfance et de jeunesse.

## La série des «Brenner»

### Thèmes
Chacun des neuf romans de Brenner se déroule à un endroit différent en Autriche (c'est pourquoi l'auteur laisse vagabonder son détective Simon Brenner, sans domicile stable), et comporte sa propre intrigue et ses propres personnages. L'ensemble de l'histoire suit une idée générale, comme on peut le voir dans Das ewige Leben, où le cinquantenaire Brenner retourne dans son quartier d'enfance (Puntigam à Graz), où ses péchés de jeunesse, vaguement évoqués dans les volumes précédents, le rattrapent et le lient avec son ancien camarade de l'école de police.
Les « Brenner » appartiennent au genre du whodunit et s'inscrivent dans la tradition du roman noir, initié par Dashiell Hammett et Raymond Chandler. Avec Sam Spade et Philip Marlowe, ils ont créé un stéréotype de détective aux antipodes des mesurés et scientifiques Hercule Poirot ou Sherlock Holmes qui éclaircissent chastement les énigmes les plus épineuses, des personnages plus « bourrus », où les questions et les défis restent en suspens (y compris pour les aventures sentimentales). Brenner est un ancien policier, borné, victime de migraines chroniques, et préfère se fier à son intuition et s'engager dans les chemins de traverse.

### Style
Le style débridé qu'a volontairement développé Haas dans ses « Brenner » est avant tout une narration à la première personne, dont l'identité ne se révèle qu'à la fin du dernier volume. Bien qu'il ne soit jamais impliqué dans l'intrigue, ce narrateur est toujours présent par son dialogue constant avec son auditeur fictif – ou son lecteur – souvent introduit pas des formules toutes faites comme « Tu me croiras si tu veux » ou « Tu me diras que ». Ces effets produisent des changements et des coupures de tempo et de perspective, des digressions, qui réussissent à s'intégrer de manière cohérente dans le récit, à la manière des pérégrinations de Brenner. Les traits caractéristiques les plus marquants de cette voix narratrice sont les raccourcis syntaxiques inhabituels, les brisures et les incorrections : l'authenticité de la langue parlée est privilégiée.
Haas évoque la genèse de ce style, alors lecteur à Swansea : « Quand j'étais à la maison, j'ai commencé à parler un fort dialecte au téléphone, comme avant mon départ. C'était une expérience étrange. ». Il se remémore également : « Mes histoires sont autobiographiques dans le sens où je retrouve la langue de mes origines. D'origine rurale, j'ai pris l'ascenseur social, et je me suis pour ainsi dire déraciné. Je suis en train de rembourser mes dettes. »

### Adaptations cinématographiques
Bien que Haas ait lui-même décrit ses romans comme inadaptables au cinéma, il collabora aux scénarios de Komm, süßer Tod (Vienne la mort) et Silentium, avec l'interprète de Brenner, l'acteur de cabaret Joseph Hader. Il a également fait une apparition dans des petits rôles, comme le jeune prêtre dans Silentium.
La différence la plus notable par rapport aux livres est, en dehors du reflux de la voix narratrice, la place plus importante de la violence. Le spectateur est beaucoup plus soumis au dialecte autrichien, au point de devoir sous-titrer le film dans certaines régions allemandes. Komm, süßer Tod est un des plus gros succès pour un film autrichien.
Deux autres romans ont également été adaptés: Der Knochenmann (Bienvenue à Cadavres-les-Bains) en 2009 et Das Ewige Leben (La vie éternelle) en 2015. Ces quatre films sont de Wolfgang Murnberger.

### Feuilletons radiophoniques
Les adaptations radiophoniques des « Brenner » ont également connu un certain succès. En 1999 et 2000, Auferstehung der Toten et Der Knochenmann ont été élus « Meilleur feuilleton radiophonique » par les auditeurs. En 2002, la station Österreichischer Rundfunk a produit l'adaptation de Vienne la mort en deux parties.

## Récompenses
- 1997 : prix allemand du roman policier pour Auferstehung der Toten.
- 1999 : prix allemand du roman policier pour Komm, süßer Tod.
- 1999 : meilleur feuilleton radiophonique autrichien pour Auferstehung der Toten.
- 2000 : prix allemand du roman policier pour Silentium!.
- 2000 : meilleur feuilleton radiophonique autrichien pour Der Knochenmann.
- 2006 : prix Wilhem Raabe de Brunswick pour Das Wetter vor 15 Jahren.
- 2016 : Prix littéraire de Cassel
- 2016 : prix littéraire Jonathan Swift (prix international littéraire pour la satire et l'humour)

## Œuvres

### Romans

#### Série policièreBrenner
- Auferstehung der Toten, Rowohlt, Reinbek, 1996,  (ISBN 3499228319) Publié en français sous le titre Quitter Zell, Rivages/Noir no 645, 2007
- Der Knochenmann, Rowohlt, Reinbek, 1997,  (ISBN 3499228327)
- Komm, süßer Tod, Rowohlt, Reinbek, 1998,  (ISBN 3499228149) Publié en français sous le titre Vienne la mort, Rivages noir no 417, 2002,  (ISBN 2743608803), 256 pages.
- Silentium!, Rowohlt, Reinbek, 1999,  (ISBN 3499228300) Publié en français sous le titre Silentium !, Rivages noir no 509, 2004,  (ISBN 2743612460), 214 pages.
- Wie die Tiere, Rowohlt, Reinbek, 2003,  (ISBN 3499233312)
- Das ewige Leben, Piper, Munich, 2003,  (ISBN 349224095X)
- Der Brenner und der liebe Gott, Hoffmann und Campe, Hambourg 2009,  (ISBN 3455401899)
- Brennernova, Hoffmann und Campe, 2014  (ISBN 978-3-455-40499-9)
- Müll, Hoffmann und Campe, 2022,  (ISBN 978-3-455-01430-3)

#### Autres romans
- Ausgebremst - Der Roman zur Formel 1, Rowohlt, Reinbek, 1998,  (ISBN 3499228688)
- Das Wetter vor 15 Jahren Roman, Hoffmann und Campe, Hambourg 2006,  (ISBN 3455400043)
- Verteidigung der Missionarsstellung, Roman, Hoffmann und Campe, Hambourg 2012,  (ISBN 978-3455404180)
- Eigentum, 2023  (ISBN 978-3-446-27833-2)
- Wackelkontakt (de), 2025  (ISBN 978-3-446-28272-8)

### Littérature d'enfance et de jeunesse
- Die Gans im Gegenteil. Hoffmann und Campe, Hambourg 2010  (ISBN 3-455-40286-0)

### Essais
- Sprachtheoretische Grundlagen der Konkreten Poesie. Akademischer Verlag Heinz, Stuttgart 1990  (ISBN 3-88099-237-1)
- Die Liebe in den Zeiten des Cola-Rauschs, Verlag Tauschzentrale, Vienne 1993,  (ISBN 3-901352-01-5)